# 林肯遇刺案
林肯遇刺案（英語：Assassination of Abraham Lincoln），是指发生在1865年4月14日晚上，时任美国总统的亚伯拉罕·林肯在位于美国华盛顿哥伦比亚特区的福特剧院与其妻子玛丽观看《我们的美国表弟》这一剧目时被约翰·威尔克斯·布斯枪击。最终，林肯于第二天早晨去世。
该枪击案发生在美国南北战争中後期。1864年，布斯計劃（與湯瑪斯·N·康拉德在邦聯授權下的計劃類似）綁架林肯以換取釋放邦聯戰俘。

## 起因
1865年4月11日，在參加一次林肯為黑人爭取投票權的演說之後，憤怒的布斯改變計劃，決定刺殺總統。聽說總統、總統夫人、統帥格蘭特將會來到福特劇院後，布斯與人一同謀劃刺殺副總統安德魯·詹森、國務卿威廉·H·蘇厄德和格蘭特將軍。

## 刺殺經過
4月14日，林肯沒有帶上首席保鏢沃德·希爾·拉蒙便前往觀看《我們的美國兄弟》一劇。格蘭特和夫人此前臨時決定前往費城，沒有一同觀賞戲劇。
林肯這時的保鏢約翰·帕克在幕間休息時離開劇院，同林肯的馬車夫在隔壁的沙龍一起飲酒，林肯毫無保衛地坐在總統包廂內。趁此時機，布斯約於晚10時13分潛至林肯背後，瞄準腦後近距離開槍，林肯重傷。亨利·拉斯本少校同布斯纏鬥，被布斯刺傷，布斯先後包廂跳向舞台，舉起刀高喊「Sic semper tyrannis」（這是暴君的下場）。虽然在跳向舞台时，布斯脚上的马刺缠住国旗导致他摔倒并脚部受伤，但他仍成功从现场逃走。

## 死亡
在逃亡十日之後，布斯被發現躲在維珍尼亞州一處位於華盛頓南70英里（大约110公里）的農場裡。4月26日，在同聯邦軍交火後，布斯被波士頓·科貝特中士擊斃。
在刺殺發生時，軍醫查爾斯·李爾也在劇院內，立刻开展急救。他發現林肯当时几乎已经沒有任何反應、呼吸幾乎停滯甚至無法察覺脈搏。在確定林肯是被射中頭部而非原先設想的刺中肩部之後，他試圖清理頭部血塊稳定伤情，之後林肯開始能夠相對自然地呼吸。他被送過街安置到彼得森住所。在昏迷九小時之後，林肯於4月15日早間7時22分離世。在場的長老會牧師菲尼亞斯·丹斯摩爾·格利為他禱告，戰爭部長斯坦頓向他默哀并致敬，並說道：「現在，他屬於千秋萬世。」
隨後林肯被國旗所包裹的遺體在雨中由聯邦軍官護送至白宮，全城教堂鐘聲響起。在林肯逝世不到三小時之後，早上10時，詹森宣誓就職。林肯的遺體於4月19日至4月21日先是置於東廳，然後陳列在大廳。之後他和早先病逝的兒子威利的棺材裝在喪葬列車的車廂內；接下來三周，以黑色旗幟裝飾的「林肯特別號」列車運載著林肯的遺體緩慢迂迴地由華盛頓駛向春田市，在北方許多城市停留，成千上萬人參加追悼，而許多人則在鐵軌邊奏樂、點篝火以及唱聖歌，或沉默而充滿敬畏地脫帽目送火車駛過。
此件刺杀案发生在北弗吉尼亚军团的领导者罗伯特·李发出对波多马克军团投降命令后的第五天，林肯是第一个被刺杀成功的美国总统。尽管在此次刺杀30年前（1835年）曾有对安德鲁·杰克逊不成功的刺杀。此次刺杀只是作为庞大的计划的一小部分；事发当时，时任美国国务卿威廉·H·苏厄德和美国副总统安德鲁·约翰逊同样遭遇企图刺杀的情況但均未成功（刺杀人分别为路易斯·鮑威爾和乔治·亚瑟特），通过对美国政治上地位最高的三个人的刺杀行动，布斯和他的南方同谋希望藉此切断美国政府的联系性以挽回在南北战争中的败局。